# Spoilers of the West
Spoilers of the West is een Amerikaanse western uit 1927 onder regie van W.S. Van Dyke. Destijds werd de film in Nederland uitgebracht onder de titel De woudloopers.

## Verhaal
Een indianenstam dreigt ermee op oorlogspad te gaan, indien hun reservaat niet binnen de maand wordt gezuiverd van woudlopers. Luitenant Lang krijgt de opdracht om hen weg te jagen. Een maand later heeft hij alleen de bende van Benton nog niet verdreven. Hij komt erachter dat die bende wordt aangevoerd door een vrouw en dat ze helemaal niet van plan is om het reservaat te verlaten.

## Rolverdeling
| Acteur              | Personage        |
| ------------------- | ---------------- |
| Tim McCoy           | Luitenant Lang   |
| Marjorie Daw        | Juffrouw Benton  |
| William Fairbanks   | Benton           |
| Charles Thurston    | Generaal Sherman |
| Chief John Big Tree | Chief Red Cloud  |